# Борисенко, Ростислав Юрьевич
Ростислав Юрьевич Борисенко (род. 1 января 1967, Баку) — советский и украинский самбист и дзюдоист, серебряный призёр Всесоюзных юношеских игр 1985 года по самбо, чемпион (1997, 2000), серебряный (1994, 1995, 2001) и бронзовый (1996, 1999) призёр чемпионатов Европы по самбо, чемпион (1993, 1994), серебряный (1996, 2000) и бронзовый (1999) призёр чемпионатов мира по самбо, серебряный призёр розыгрыша Кубка мира 1992 года по самбо, Заслуженный мастер спорта Украины. Выступал в полутяжёлой весовой категории (до 100 кг). Наставниками Борисенко были Пётр Карамалак и В. Кисель.
Борисенко является выпускником юридического факультета Киевского национального университета имени Тараса Шевченко. Адвокат, специалист в сфере строительства, недвижимости и земельных правоотношений, председатель юридической фирмы «Гранд».